# Будищенська сільська рада (Коропський район)
Буди́щенська сільська́ ра́да — адміністративно-територіальна одиниця та орган місцевого самоврядування в Коропському районі Чернігівської області. Адміністративний центр — село Будище.

## Загальні відомості
- Територія ради: 27,577 км²
- Населення ради: 377 осіб (станом на 2001 рік)

Будищенська сільська рада зареєстрована 1989 року. Стала однією з 25-ти сільських рад Коропського району і одна з 8-ти, яка складається з одного населеного пункту — села Будище.

## Населені пункти
Сільській раді були підпорядковані населені пункти:
- с. Будище

## Склад ради
Рада складалася з 12 депутатів та голови.
- Голова ради: Маринченко Анатолій Іванович
- Секретар ради: Жук Валентина Федорівна

### Керівний склад попередніх скликань
| Прізвище, ім'я, по батькові  | Основні відомості                                                                           | Дата обрання | Дата звільнення |
| ---------------------------- | ------------------------------------------------------------------------------------------- | ------------ | --------------- |
| Лопатко Михайло Михайлович   | Сільський голова, 1967 року народження, член Української Народної Партії                    | 26.03.2006   | 01.02.2008      |
| Шаповал Тетяна Василівна     | Сільський голова, 1972 року народження, член Партії регіонів                                | 01.06.2008   | 01.08.2008      |
| Маринченко Анатолій Іванович | Сільський голова, 1960 року народження, освіта середня спеціальна, член партії Єдиний Центр | 15.03.2009   | 31.10.2010      |
| Маринченко Анатолій Іванович | Сільський голова, 1960 року народження, освіта середня спеціальна, член Партії регіонів     | 31.10.2010   |                 |

Примітка: таблиця складена за даними сайту Верховної Ради України

### Депутати
За результатами місцевих виборів 2010 року депутатами ради стали:

#### За суб'єктами висування
| Суб'єкт висування                 | Кількість обраних депутатів | %    |
| --------------------------------- | --------------------------- | ---- |
| Партія регіонів                   | 8                           | 66,7 |
| Політична партія «Сильна Україна» | 2                           | 16,7 |
| Комуністична партія України       | 1                           | 8,3  |
| Самовисування                     | 1                           | 8,3  |

#### За округами
| № округу                          | Прізвище, ім'я, по батькові    | Дата визнання обраним | Освіта             | Партійна приналежність                        | Відомості про обраного депутата                               |
| --------------------------------- | ------------------------------ | --------------------- | ------------------ | --------------------------------------------- | ------------------------------------------------------------- |
| Комуністична партія України       |                                |                       |                    |                                               |                                                               |
| 9                                 | Проявко Микола Васильович      | 01.11.2010            | середня            | член Комуністичної партії України             | тимчасово не працює                                           |
| Партія регіонів                   |                                |                       |                    |                                               |                                                               |
| 1                                 | Шило Оксана Миколаївна         | 01.11.2010            | середня            | член Партії регіонів                          | Коропський хлібозавод, продавець                              |
| 2                                 | Гончар Алла Миколаївна         | 01.11.2010            | вища               | член Партії регіонів                          | Будищенська загальноосвітня школа І-ІІ ст., вчитель           |
| 3                                 | Охріменко Валентина Григорівна | 01.11.2010            | середня спеціальна | член Партії регіонів                          | ТЦ соціального обслуговування населення, соціальний працівник |
| 4                                 | Зінченко Григорій Михайлович   | 11.03.2012            | середня            | член Партії регіонів                          | тимчасово не працює                                           |
| 7                                 | Жабко Алла Михайлівна          | 01.11.2010            | вища               | член Партії регіонів                          | Будищенський фельдшерсько-акушерський пункт, завідувачка      |
| 8                                 | Супрун Віктор Миколайович      | 01.11.2010            | середня            | член Партії регіонів                          | Будищенська загальноосвітня школа, кочегар                    |
| 10                                | Леонович Ольга Іванівна        | 01.11.2010            | середня            | член Партії регіонів                          | тимчасово не працює                                           |
| 12                                | Жук Валентина Федорівна        | 01.11.2010            | вища               | член Партії регіонів                          | Будищенська сільська рада, секретар                           |
| Політична партія «Сильна Україна» |                                |                       |                    |                                               |                                                               |
| 5                                 | Бобровицький Віктор Вікторович | 01.11.2010            | середня            | член Політичної партії «Сильна Україна»       | тимчасово не працює                                           |
| 6                                 | Веремієнко Віктор Іванович     | 01.11.2010            | середня            | член Політичної партії «Сильна Україна»       | Гутянське лісництво, пильщик                                  |
| Самовисування                     |                                |                       |                    |                                               |                                                               |
| 11                                | Гузь Ольга Миколаївна          | 01.11.2010            | середня            | член Всеукраїнського об'єднання «Батьківщина» | пенсіонер                                                     |